# Domne Eafe
Domne Eafe, conosciuta anche come Domneva, Domne Éue, Æbbe o Ebba (VII secolo – 695), è stata, stando alla Kentish Royal Legend, la nipote del re Eadbald del Kent e fondatrice del monastero doppio benedettino di Minster-in-Thanet, di cui è stata la prima badessa attorno all'anno 670. Un equivoco risalente a oltre mille anni fa ha fatto sì che essa fosse confusa con sua sorella Ermenburga (o Eormenburga), per questo spesso oggi ci si riferisce a lei con questo nome. Proprio con il nome di Ermenburga è venerata come santa dalla Chiesa cattolica, dalla Chiesa ortodossa e dalla Comunione anglicana.

## Vita e famiglia

### Origini
Sempre secondo la Kentish Royal Legend, il padre di Domne Eafe fu Eormenred, figlio del re del Kent, Eadbald, e di Emma di Austrasia, e nipote di Etelberto, primo re cristiano dell'Inghilterra. Si ritiene possibile che Eormenred abbia regnato sul Kent assieme a suo fratello maggiore, Eorcenberht, e che morì prima di quest'ultimo. La madre di Domne Eafe, invece, si chiamava Oslafa.
Secondo la leggenda, Eormenred e Oslafa ebbero diversi figli. Due di questi, Etelberto (o Æthelberht) ed Etelredo (o Æthelred), furono uccisi durante il regno del loro cugino Egberto (o Ecgberht). Le loro figlie Ermengida, Æbbe e Ermenburga, invece, sono idenficabili come minor certezza. Ermengida (o Eormengyth) fu sepolta nella campagna vicina a Minster-in-Thanet e fu poi proclamata santa. In un suo libro, Blair suggerisce che essa possa essere stata sepolta in un tumulo secondo riti con caratteri sia cristiani che pagani come prescritto da Papa Gregorio I. Essa potrebbe poi aver sposato Centwine, che regnò sul Wessex dal 676 al 685, ma la cosa non è del tutto sicura dato che la moglie di Centwine non è mai stata identificata con certezza. Una volta rimasta vedova sarebbe poi tornata nel Kent dove sarebbe diventata badessa, così come le sue sorelle. Anche una sua figlia, Edburga (o Bugga), diventerà poi badessa. Essa infatti sarà la terza badessa dell'abbazia di Minster-in-Thanet, fondata anni prima dalla zia Domne Eafe.

### Domne Eafe e Ermenburga
Almeno a partire dal 1030, si è iniziato a riferirsi a Domne Eafe con il nome di Ermenburga (o con altre varianti quali Irmenburga e Eormenburga). Il vero nome di Domne Eafe risulta quindi piuttosto difficile da identificare. La parola Domne sembrerebbe essere un titolo, ad indicare che essa era una persona altamente rispettata, mentre Eafe potrebbe essere una variante di Eva, che sarebbe quindi il suo nome proprio, o di badessa (in inglese: abbess). Ad oggi esistono sei licenze (in inglese: charters), ossia documenti legali a tutti gli effetti, anglosassoni databili al tempo in cui essa era badessa, in cui ci si riferisce a lei semplicemente con il titolo (o nome) Æbbe. Uno di questi documenti, risalente al 699, menziona altre tre celebri badesse, Irminilda, Irminburga e Nerienda, che, assieme a Æbbe, erano presenti come testimoni (assieme, tra gli altri, all'arcivescovo Bertualdo e al vescovo Gemmundo) alla concessione di diversi privilegi alle chiese del Kent. Ciò fu sufficiente a David Rollason per concludere, nella sua opera, che Æbbe e Irminburga (nome che, come detto, è una variante di Ermenburga) fossero due persone diverse.
Le altre fonti conosciute in cui vengono menzionati entrambi i nomi risalgono ad oltre 300 anni più tardi, quando furono scritti diversi racconti ed episodi della Kentish Royal Legend. In tre di questi viene suggerita l'idea che Domne Eafe ed Ermenburga fossero la stessa persona. Altre fonti, come una genealogia proveniente dalla abbazia di Ramsey, identificano invece Ermenburga come sorella di Eafe.
Poiché forse in quei secoli poteva apparire un po' strano che potessero esserci state tre sorelle chiamate Ermengida, Ermenburga e Domne Eafe, il nome di una delle quali non sembrava andare d'accordo con quello delle altre due, dal dodicesimo secolo in avanti, ad alcuni scrittori piacque l'idea secondo la quale una principessa monaca del Kent dovesse chiamarsi Ermenburga piuttosto che Domne Eafe e quindi si riferirono solamente con il nome di Ermenburga (o sue varianti) alla badessa di Minster-in-Thanet. Seguendo una traccia segnata forse da Guglielmo di Malmesbury attorno al 1135, libri come Villages of Britain, siti web come Hidden historical heroines, e moderni elenchi di santi si riferiscono ormai a questo personaggio chiamandolo solamente Ermenburga.

### La leggenda
Stando alle leggenda sopraccitata, che ci è giunta in diverse forme con manoscritti databili all'undicesimo e al dodicesimo secolo, Domne Eafe, figlia di Eormenred, re del Kent, era andata in sposa a Merewalh, re di Magonsete, un sottoregno del regno di Mercia, da cui aveva avuto almeno quattro figli: un maschio e tre femmine. Il figlio maschio si chiamava Merefin e morì ancora bambino (Þonne wæs Sancte merefin þæt halige cild on iogoðhade to gode gelæd); egli è descritto nella leggenda come "il sacro fanciullo" (in inglese antico: þæt halige cild) e Fiorenzo di Worcester nelle sue cronache lo descrisse come "un giovane di eminente pietà". Le tre figlie femmine, invece, Mildburga, Mildred e Mildgita non si sposarono mai e diventarono tutte e tre badesse benedettine poi proclamate sante.

Alla morte di Eormenred, i giovani fratelli di Domne Eafe, Etelberto ed Etelredo,  furono allevati dal loro cugino, re Egberto, e poi uccisi da un ufficiale del re, Thunor, non si sa se su comando del re o se di propria iniziativa. Al fine di evitare la faida famigliare che questo omicidio avrebbe potuto provocae, Egberto acconsentì a pagare un guidrigildo per i principini assassinati. La leggenda narra che a Domne Eafe fu offerta (forse come da essa richiesto) tanta terra quanto la sua cerva fosse stata in grado di circoscrivere in un giro di un giorno. L'incredibile risultato, sia esso stato dovuto ad un intervento divino (come la maggior parte dei testi sembrano sottintendere) o al fatto che la cerva fu guidata da Domne Eafe (come indicato nel testo Caligula A), fu che Domne Eafe guadagnò circa ottanta sulung (un'unità di superficie anglosassone equivalente all'incirca a 100 ettari) di terra a Thanet, su cui la donna decise, attorno al 670 e dopo la morte di Merewalh, di erigere un monastero doppio, dedicato alla Vergine Maria, di cui diventò badessa. Sempre secondo la leggenda, alla guida del monastero le successe, nel 695, la figlia Mildred.
Dai dettagli della leggenda, si ritiene che essa sia decisamente precedente ai manoscritti in nostro possesso che la riportano. Essa infatti contiene episodi, come la fondazione di un monastero in cambio dell'assassinio di due bambini, che sarebbe difficile immaginarsi originari di un testo dell'undicesimo secolo. Rollason nella sua opera nota che la leggenda «era già esistente nel secondo quarto dell'ottavo secolo». Evidenze circostanziali poi, farebbero datare la prima versione della leggenda al periodo in cui l'abbazia era guidata da Edburga, che successe a Mildred nel ruolo di badessa nel 716.

### Evidenze documentali
Diverse licenze del Kent risalenti ai regni di Oswine e di Wihtred menzionano Domne Eafe, o piuttusto "Æbbe", come testimone o beneficiaria di concessioni fatte al monastero di Minster-in-Thanet. Secondo Rollason, questi documenti dimostrano come Minster-in-Thanet fosse il principale beneficiario del patrocinio reale, superando addirittura l'abbazia di Sant'Agostino, a Canterbury.
Non ci sono giunte licenze o documenti dal regno di Egberto e, poiché le licenze scritte sembrano cominciare ad apparire solamente attorno a quel periodo, è possibile che le concessioni originali fossero solamente orali e non scritte. Uno storico del XV secolo, Tommaso di Elmham, menziona, nella sua storia di sant'Agostino di Canterbury, una licenza, oggi andata persa, risalente al 678, quindi al regno di Hlothhere, successore del fratello Egberto. Come detto, oggi quel documento è andato perso, ma l'edizione dell'opera di Tommaso inclusa nella serie The Chronicles and Memorials of Great Britain and Ireland during the Middle Ages (conosciuta come Rolls Series) include come proprio frontespizio una mappa che Tommaso stesso disegnò, in cui viene mostrata Thanet e il percorso fatto dalla cerva di Domne Eafe.

## Albero genealogico
La Kentish Royal Legend include diverse sezioni che riportano le genealogie della famiglia regnante del Kent. Queste differiscono dalle genealogie anglosassoni soprattutto per due motivi. Il primo di essi è il fatto che esse si focalizzano in particolar modo sul far notare come la linea di reali cristiani abbia generato un gran numero di sante, ben undici, comprese non solo le principesse Kent ma anche quelle dei regni di Magonsete o Mercia dove esse si sposarono. Il secondo invece è il fatto che in esse non viene mostrato praticamente nessun interesse per i signori della guerra pagani antenati dei reali.
L'albero genealogico di questa parte della famiglia reale del Kent nel VI e VII secolo è derivato dalle vecchie cronache latine e anglosassoni. Il regno di Etelberto I dovrebbe essere iniziato attorno al 560, Eadbald divenne re nel 616 e regnò fino alla sua morte, nel 640, quando gli succedette suo figlio Eorcenberht (che secondo alcuni regnò assieme a Eormenred). Egberto salì sul trono nel 664 e morì nel 673 quando sul trono del Kent salì suo fratello Hlothhere, che regnò fino al 685. Il figlio di Egberto, Eadric, regnò dal 685 al 686 (forse anche insieme a suo zio Hlothhere).
|                          |                          |                          |                          |                          |                          | Santo Etelberto I re del Kent | Santo Etelberto I re del Kent | Santo Etelberto I re del Kent | Santo Etelberto I re del Kent | Santo Etelberto I re del Kent | Santo Etelberto I re del Kent |                            |                            |  |  |                              |                              | Santa Bertha                 | Santa Bertha                 | Santa Bertha                 | Santa Bertha                 | Santa Bertha | Santa Bertha |                            |                            |                            |                            |                            |                            |  |  |                |                |                |                |                |                |  |  |                 |                 |                 |                 |                 |                 |  |  |            |            |            |            |            |            |  |  |            |            |            |            |            |            |
|                          |                          |                          |                          |                          |                          | Santo Etelberto I re del Kent | Santo Etelberto I re del Kent | Santo Etelberto I re del Kent | Santo Etelberto I re del Kent | Santo Etelberto I re del Kent | Santo Etelberto I re del Kent |                            |                            |  |  |                              |                              | Santa Bertha                 | Santa Bertha                 | Santa Bertha                 | Santa Bertha                 | Santa Bertha | Santa Bertha |                            |                            |                            |                            |                            |                            |  |  |                |                |                |                |                |                |  |  |                 |                 |                 |                 |                 |                 |  |  |            |            |            |            |            |            |  |  |            |            |            |            |            |            |
|                          |                          |                          |                          |                          |                          |                               |                               |                               |                               |                               |                               |                            |                            |  |  |                              |                              |                              |                              |                              |                              |              |              |                            |                            |                            |                            |                            |                            |  |  |                |                |                |                |                |                |  |  |                 |                 |                 |                 |                 |                 |  |  |            |            |            |            |            |            |  |  |            |            |            |            |            |            |
|                          |                          |                          |                          |                          |                          |                               |                               |                               |                               |                               |                               |                            |                            |  |  |                              |                              |                              |                              |                              |                              |              |              |                            |                            |                            |                            |                            |                            |  |  |                |                |                |                |                |                |  |  |                 |                 |                 |                 |                 |                 |  |  |            |            |            |            |            |            |  |  |            |            |            |            |            |            |
| Edvino re di Northumbria | Edvino re di Northumbria | Edvino re di Northumbria | Edvino re di Northumbria | Edvino re di Northumbria | Edvino re di Northumbria |                               |                               | Santa Etelburga di Liminge    | Santa Etelburga di Liminge    | Santa Etelburga di Liminge    | Santa Etelburga di Liminge    | Santa Etelburga di Liminge | Santa Etelburga di Liminge |  |  | Eadbaldo re del Kent         | Eadbaldo re del Kent         | Eadbaldo re del Kent         | Eadbaldo re del Kent         | Eadbaldo re del Kent         | Eadbaldo re del Kent         |              |              | Emma                       | Emma                       | Emma                       | Emma                       | Emma                       | Emma                       |  |  |                |                |                |                |                |                |  |  |                 |                 |                 |                 |                 |                 |  |  |            |            |            |            |            |            |  |  |            |            |            |            |            |            |
| Edvino re di Northumbria | Edvino re di Northumbria | Edvino re di Northumbria | Edvino re di Northumbria | Edvino re di Northumbria | Edvino re di Northumbria |                               |                               | Santa Etelburga di Liminge    | Santa Etelburga di Liminge    | Santa Etelburga di Liminge    | Santa Etelburga di Liminge    | Santa Etelburga di Liminge | Santa Etelburga di Liminge |  |  | Eadbaldo re del Kent         | Eadbaldo re del Kent         | Eadbaldo re del Kent         | Eadbaldo re del Kent         | Eadbaldo re del Kent         | Eadbaldo re del Kent         |              |              | Emma                       | Emma                       | Emma                       | Emma                       | Emma                       | Emma                       |  |  |                |                |                |                |                |                |  |  |                 |                 |                 |                 |                 |                 |  |  |            |            |            |            |            |            |  |  |            |            |            |            |            |            |
|                          |                          |                          |                          |                          |                          |                               |                               |                               |                               |                               |                               |                            |                            |  |  |                              |                              |                              |                              |                              |                              |              |              |                            |                            |                            |                            |                            |                            |  |  |                |                |                |                |                |                |  |  |                 |                 |                 |                 |                 |                 |  |  |            |            |            |            |            |            |  |  |            |            |            |            |            |            |
|                          |                          |                          |                          |                          |                          |                               |                               |                               |                               |                               |                               |                            |                            |  |  |                              |                              |                              |                              |                              |                              |              |              |                            |                            |                            |                            |                            |                            |  |  |                |                |                |                |                |                |  |  |                 |                 |                 |                 |                 |                 |  |  |            |            |            |            |            |            |  |  |            |            |            |            |            |            |
| Santa Sexburga di Ely    | Santa Sexburga di Ely    | Santa Sexburga di Ely    | Santa Sexburga di Ely    | Santa Sexburga di Ely    | Santa Sexburga di Ely    |                               |                               | Eorcenberht re del Kent       | Eorcenberht re del Kent       | Eorcenberht re del Kent       | Eorcenberht re del Kent       | Eorcenberht re del Kent    | Eorcenberht re del Kent    |  |  | Santa Eanswida di Folkestone | Santa Eanswida di Folkestone | Santa Eanswida di Folkestone | Santa Eanswida di Folkestone | Santa Eanswida di Folkestone | Santa Eanswida di Folkestone |              |              | Eormenred ? re del Kent    | Eormenred ? re del Kent    | Eormenred ? re del Kent    | Eormenred ? re del Kent    | Eormenred ? re del Kent    | Eormenred ? re del Kent    |  |  | Oslafa         | Oslafa         | Oslafa         | Oslafa         | Oslafa         | Oslafa         |  |  |                 |                 |                 |                 |                 |                 |  |  |            |            |            |            |            |            |  |  |            |            |            |            |            |            |
| Santa Sexburga di Ely    | Santa Sexburga di Ely    | Santa Sexburga di Ely    | Santa Sexburga di Ely    | Santa Sexburga di Ely    | Santa Sexburga di Ely    |                               |                               | Eorcenberht re del Kent       | Eorcenberht re del Kent       | Eorcenberht re del Kent       | Eorcenberht re del Kent       | Eorcenberht re del Kent    | Eorcenberht re del Kent    |  |  | Santa Eanswida di Folkestone | Santa Eanswida di Folkestone | Santa Eanswida di Folkestone | Santa Eanswida di Folkestone | Santa Eanswida di Folkestone | Santa Eanswida di Folkestone |              |              | Eormenred ? re del Kent    | Eormenred ? re del Kent    | Eormenred ? re del Kent    | Eormenred ? re del Kent    | Eormenred ? re del Kent    | Eormenred ? re del Kent    |  |  | Oslafa         | Oslafa         | Oslafa         | Oslafa         | Oslafa         | Oslafa         |  |  |                 |                 |                 |                 |                 |                 |  |  |            |            |            |            |            |            |  |  |            |            |            |            |            |            |
|                          |                          |                          |                          |                          |                          |                               |                               |                               |                               |                               |                               |                            |                            |  |  |                              |                              |                              |                              |                              |                              |              |              |                            |                            |                            |                            |                            |                            |  |  |                |                |                |                |                |                |  |  |                 |                 |                 |                 |                 |                 |  |  |            |            |            |            |            |            |  |  |            |            |            |            |            |            |
|                          |                          |                          |                          |                          |                          |                               |                               |                               |                               |                               |                               |                            |                            |  |  |                              |                              |                              |                              |                              |                              |              |              |                            |                            |                            |                            |                            |                            |  |  |                |                |                |                |                |                |  |  |                 |                 |                 |                 |                 |                 |  |  |            |            |            |            |            |            |  |  |            |            |            |            |            |            |
| Egberto re del Kent      | Egberto re del Kent      | Egberto re del Kent      | Egberto re del Kent      | Egberto re del Kent      | Egberto re del Kent      |                               |                               | Hlothhere re del Kent         | Hlothhere re del Kent         | Hlothhere re del Kent         | Hlothhere re del Kent         | Hlothhere re del Kent      | Hlothhere re del Kent      |  |  | Merewalh re del Magonsete    | Merewalh re del Magonsete    | Merewalh re del Magonsete    | Merewalh re del Magonsete    | Merewalh re del Magonsete    | Merewalh re del Magonsete    |              |              | Domne Eafe                 | Domne Eafe                 | Domne Eafe                 | Domne Eafe                 | Domne Eafe                 | Domne Eafe                 |  |  | Santo Etelredo | Santo Etelredo | Santo Etelredo | Santo Etelredo | Santo Etelredo | Santo Etelredo |  |  | Santo Etelberto | Santo Etelberto | Santo Etelberto | Santo Etelberto | Santo Etelberto | Santo Etelberto |  |  | Eormenburg | Eormenburg | Eormenburg | Eormenburg | Eormenburg | Eormenburg |  |  | Eormengyth | Eormengyth | Eormengyth | Eormengyth | Eormengyth | Eormengyth |
| Egberto re del Kent      | Egberto re del Kent      | Egberto re del Kent      | Egberto re del Kent      | Egberto re del Kent      | Egberto re del Kent      |                               |                               | Hlothhere re del Kent         | Hlothhere re del Kent         | Hlothhere re del Kent         | Hlothhere re del Kent         | Hlothhere re del Kent      | Hlothhere re del Kent      |  |  | Merewalh re del Magonsete    | Merewalh re del Magonsete    | Merewalh re del Magonsete    | Merewalh re del Magonsete    | Merewalh re del Magonsete    | Merewalh re del Magonsete    |              |              | Domne Eafe                 | Domne Eafe                 | Domne Eafe                 | Domne Eafe                 | Domne Eafe                 | Domne Eafe                 |  |  | Santo Etelredo | Santo Etelredo | Santo Etelredo | Santo Etelredo | Santo Etelredo | Santo Etelredo |  |  | Santo Etelberto | Santo Etelberto | Santo Etelberto | Santo Etelberto | Santo Etelberto | Santo Etelberto |  |  | Eormenburg | Eormenburg | Eormenburg | Eormenburg | Eormenburg | Eormenburg |  |  | Eormengyth | Eormengyth | Eormengyth | Eormengyth | Eormengyth | Eormengyth |
|                          |                          |                          |                          |                          |                          |                               |                               |                               |                               |                               |                               |                            |                            |  |  |                              |                              |                              |                              |                              |                              |              |              |                            |                            |                            |                            |                            |                            |  |  |                |                |                |                |                |                |  |  |                 |                 |                 |                 |                 |                 |  |  |            |            |            |            |            |            |  |  |            |            |            |            |            |            |
|                          |                          |                          |                          |                          |                          |                               |                               |                               |                               |                               |                               |                            |                            |  |  |                              |                              |                              |                              |                              |                              |              |              |                            |                            |                            |                            |                            |                            |  |  |                |                |                |                |                |                |  |  |                 |                 |                 |                 |                 |                 |  |  |            |            |            |            |            |            |  |  |            |            |            |            |            |            |
| Eadric re del Kent       | Eadric re del Kent       | Eadric re del Kent       | Eadric re del Kent       | Eadric re del Kent       | Eadric re del Kent       |                               |                               | Merefin                       | Merefin                       | Merefin                       | Merefin                       | Merefin                    | Merefin                    |  |  | Santa Mildred                | Santa Mildred                | Santa Mildred                | Santa Mildred                | Santa Mildred                | Santa Mildred                |              |              | Santa Mildburga di Wenlock | Santa Mildburga di Wenlock | Santa Mildburga di Wenlock | Santa Mildburga di Wenlock | Santa Mildburga di Wenlock | Santa Mildburga di Wenlock |  |  | Santa Mildgita | Santa Mildgita | Santa Mildgita | Santa Mildgita | Santa Mildgita | Santa Mildgita |  |  |                 |                 |                 |                 |                 |                 |  |  |            |            |            |            |            |            |  |  |            |            |            |            |            |            |